# Notasteron
Notasteron là một chi nhện trong họ mierenjagers (Zodariidae).

## Các loài
Các loài trong chi này gồm:
- Notasteron carnarvon Baehr, 2005
- Notasteron lawlessi Baehr, 2005 *